# NetPositive
NetPositive (často nazývaný Net+) je standardní grafický webový prohlížeč v operačním systému BeOS. Nabízí částečnou podporu pro JavaScript, ale zatím vůbec nepodporuje jazyk Java ani kaskádové styly CSS. NetPositive byl původně jediným dostupným webovým prohlížečem pro BeOS, ale dnes již panuje jiná situace. Poslední oficiální verzí NetPositive před bankrotem mateřské firmy Be Incorporated byla 2.2 (2.2.1). Nicméně existuje také nedokončená verze 3.0d3 Beta.
NetPositive může být vložen do libovolné další aplikace nebo na pracovní plochu samotného BeOS díky využití speciálních systémových replikantů.
Přitom existuje několik projektů klonujících NetPositive pro BeOS, protože uživatelé BeOS znají velmi dobře jeho rozhraní. Nejpokročilejší z nich je Themis, který zamýšlí zmocnit se rozhraní NetPositive v novém prohlížeči s jasně moderními rysy.
NetPositive je nyní součástí nového operačního systému YellowTAB Zeta jako standardní prohlížeč pro otevírání uložených HTML souborů a spojení z dalšími aplikacemi. A to především díky nedokončené implementaci nativní varianty prohlížeče Mozilla Firefox pro BeOS. Nicméně je jasné, že Firefox bude brzy primárním prohlížečem na platformě YellowTAB Zeta.